# Cyathea suprastrigosa
Cyathea suprastrigosa là một loài thực vật có mạch trong họ Cyatheaceae. Loài này được (H. Christ) Maxon mô tả khoa học đầu tiên năm 1909.